# San Cristóbal de la Barranca
San Cristóbal de la Barranca är en kommun i Mexiko.   Den ligger i delstaten Jalisco, i den centrala delen av landet, 500 km väster om huvudstaden Mexico City.
Följande samhällen finns i San Cristóbal de la Barranca:
- La Lobera
- Tepeaca